# Sam Beukema
Sam Beukema (* 17. November 1998 in Deventer) ist ein niederländischer Fußballspieler, der steht aktuell bei der SSC Neapel unter Vertrag.

## Karriere
Im Sommer 2021 wechselte Beukema von den Go Ahead Eagles Deventer zu AZ Alkmaar. Im Sommer 2023 ging Beukema nach Italien zum FC Bologna. Zwei Jahre später wechselte er zur SSC Neapel.

## Erfolge
FC Bologna
- Italienischer Pokalsieger: 2024/25